# Rinorea bengalensis
Rinorea bengalensis là một loài thực vật có hoa trong họ Hoa tím. Loài này được (Wall.) Kuntze miêu tả khoa học đầu tiên năm 1891.